# Павел Таганрогский
Па́вел Таганро́гский (Па́вел Па́влович Стожко́в; 8 [19] ноября 1792, Кролевецкий уезд, Новгород-Северское наместничество — 23 марта 1879, Таганрог) — святой Русской православной церкви.

## Биография
При крещении было дано ему имя Павел в честь святого Павла Исповедника. Родители хотели обеспечить сыну образование и хорошее общественное положение, юноша же странствовал по святым местам и проводил много времени в молитве. По достижении двадцати пяти лет он получил от отца полагавшуюся ему часть наследства — земельные угодья и около трёхсот душ крепостных крестьян.
Павел освободил своих крестьян и отправился по святым обителям. Пространствовав около десяти лет, он поселился в Таганроге.
Там вёл простой образ жизни и скрывал своё дворянское происхождение. Павел стал принимать к себе в качестве послушников стариков и юношей, вдов и девиц, и держал их очень строго, приучая к посту, молитве, ежедневно ходил в церковь и выстаивал там все церковные службы. Очень многие знали его, часто посещали и приносили ему пожертвования.
В Таганроге Павел жил на разных квартирах. Некоторое время обитал он на Касперовке, потом в крепости, а затем около двадцати лет жил на Банном спуске у вдовы Елены Баевой. Последний период жизни он провёл в квартире на Депальдовском переулке у Ефима Смирнова: там жил до самой старости, там и скончался в марте 1879 года.

## Народное почитание

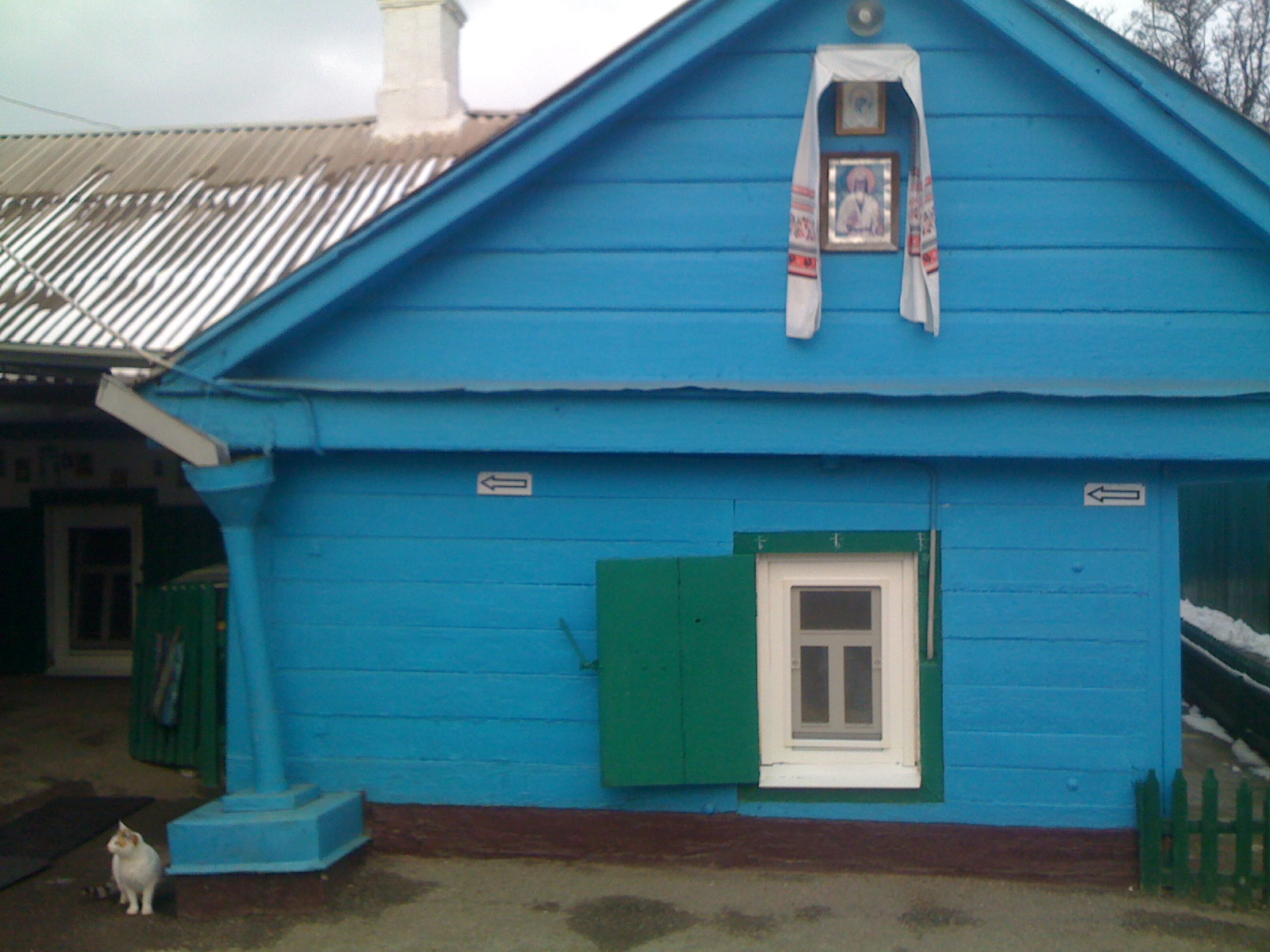
Домик-келья Святого Павла в Таганроге

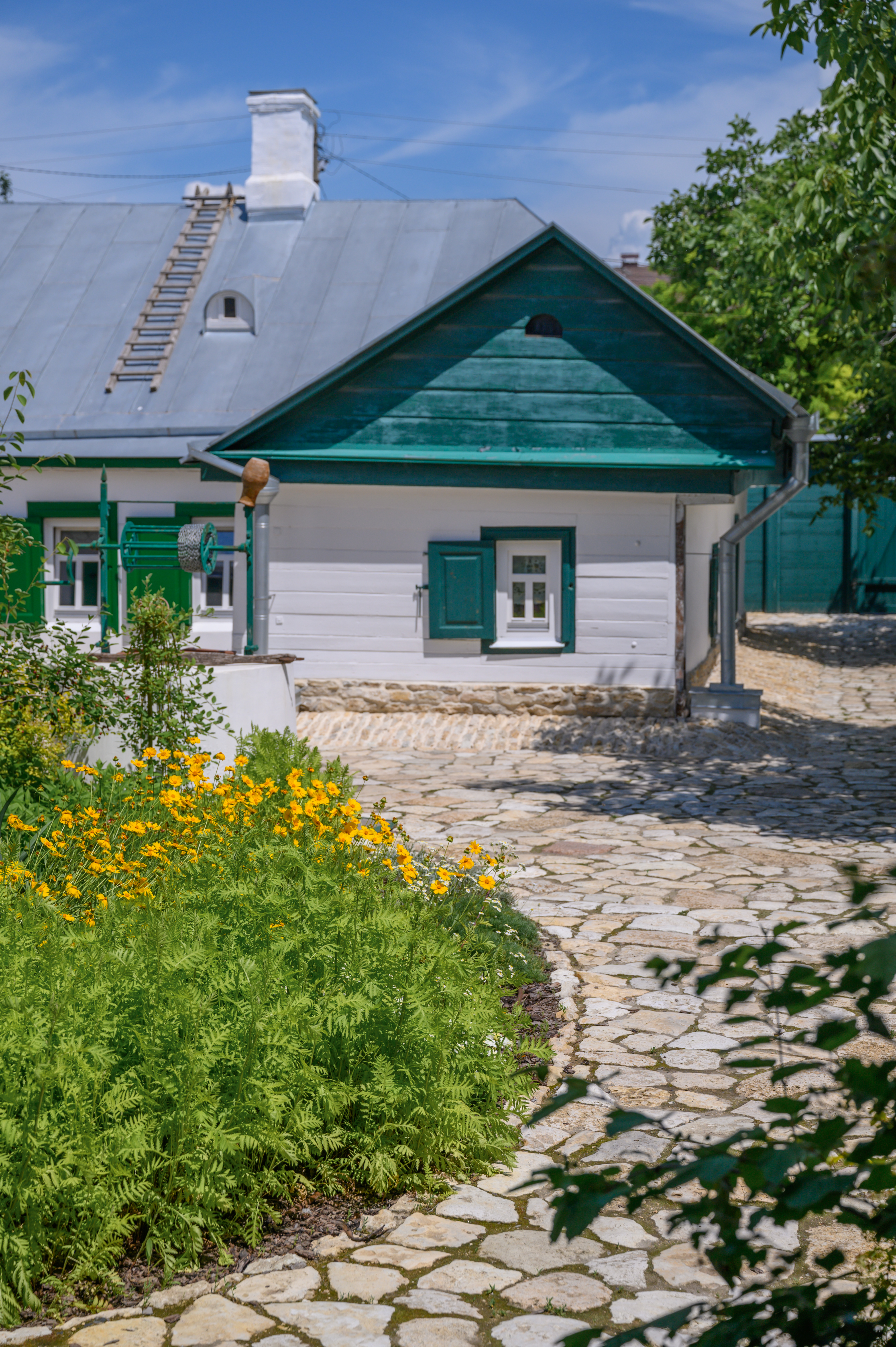
Келья праведного Павла Таганрогского

Келья Павла Таганрогского является местом паломничества как таганрожцев, так и верующих из других областей и с Украины. Открыта часовня святого Павла на Старом кладбище, где он был захоронен. Мощи старца Павла находятся в храме Николая Чудотворца (этот храм был построен в 1777 году на месте лагеря Петра I, где он впервые высадился на мысе Таган-Рог.)

## Канонизация
Вопрос о канонизации Павла Таганрогского был поставлен незадолго до революции 1917 года.
20 июня 1999 года в Таганроге состоялась канонизация блаженного Павла Таганрогского и перенесение его мощей из небольшой часовни на старом городском кладбище в Свято-Никольский храм. В житии сообщается, что во время прославления в середине литургии, вокруг солнца, стоявшего на безоблачном небе в зените над Никольским храмом, появилась круглая радуга.
20 июня 2014 года в Таганроге митрополит Меркурий (Иванов) возглавил торжества в честь 15-летия со дня прославления св. Павла Таганрогского в лике местночтимых святых Ростовской епархии.
Определением Архиерейского собора Русской православной церкви, состоявшегося 2—3 февраля 2016 года, было совершено общецерковное прославление праведного Павла Таганрогского.
11 июня 2016 года в Таганроге митрополит Меркурий (Иванов) возглавил торжества в честь общецерковного прославления святого праведного Павла Таганрогского.

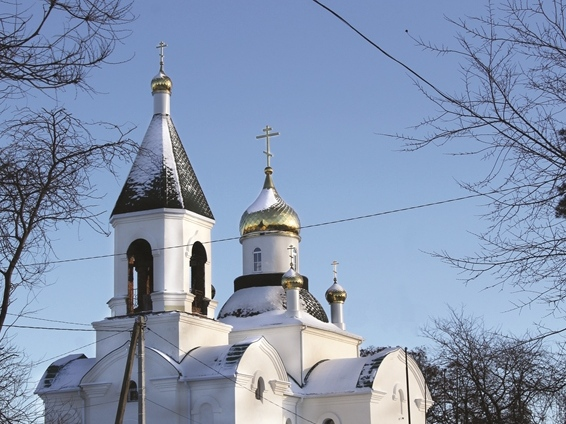
Храм-памятник Павла Таганрогского в поселке Матвеев Курган

## Храмы в честь праведного Павла Таганрогского
В поселке Матвеев Курган Матвеево-Курганского района Ростовской области, в 40 километрах от Таганрога, находится единственный в России храм-памятник Святого блаженного Павла Таганрогского, увековечивший не только славу Павла, но и ратный подвиг всех воинских частей и соединений Красной Армии, в годы Великой Отечественной войны отстаивавших территорию Северного Приазовья и Примиусья, участвовавших в прорыве Миус-фронта и боях за освобождение миусской земли.

## Гимнография
16 апреля 2016 года на заседании Священного синода Русской православной церкви (журнал № 15) был утвержден текст тропаря, кондака и молитвы праведному Павлу Таганрогскому.
15 июля 2016 года в Издательском совете РПЦ на заседании рабочей группы по кодификации акафистов и выработке норм акафистного творчества был подготовлен проект текста акафиста праведному Павлу Таганрогскому. 14 мая 2018 года на заседании Священного Синода одобрена новая редакция текста акафиста праведному Павлу Таганрогскому.